# Tayr Jamlah
Tayr Jamlah (tiếng Ả Rập: طير جملة) là một ngôi làng Syria nằm trong phó huyện Masyaf ở huyện Masyaf, nằm ở phía tây Hama. Theo Cục Thống kê Trung ương Syria (CBS), Tayr Jammus có dân số 1.584 người trong cuộc điều tra dân số năm 2004.